# Casa Joan Grau i Ponsoda
La Casa Joan Grau i Ponsoda és un edifici del municipi de la Garriga (Vallès Oriental) inclòs en l'Inventari del Patrimoni Arquitectònic de Catalunya.

## Descripció
És un edifici civil. El conjunt està integrat per tres cossos: un central, que consta de planta baixa i pis, i dos laterals d'una sola planta. L'edificació està assentada damunt un sòcol de maçoneria concertada. Les obertures són rectangulars i estan emmarcades per una llinda on hi ha esculturats botons ceràmics i altres detalls de decoració modernista. Les tres edificacions que conformen el conjunt estan rematades per un capcer de formes sinuoses. Les obertures d'un dels cossos laterals estan protegides per un reixat de ferro fuetejat.